# Yehoshua Ellis
Yehoshua Ellis (ur. 1 sierpnia 1977 w Overland Park) – amerykański rabin.
W latach 2010-2015 rabin Gminy Wyznaniowej Żydowskiej w Katowicach, od 2015 do 2023 rabin pomocniczy Gminy Wyznaniowej Żydowskiej w Warszawie. W lipcu 2023 został rabinem sefardyjskiej synagogi w Montrealu, Spanish and Portuguese Synagogue of Montreal.
Posiada uprawnienia szojcheta.

## Życiorys
Rabin Ellis jest absolwentem Kansas City Academy oraz Colorado College. W 2000 ukończył studia na Naropa University w Boulder, a w 2010 ukończył egzaminy rabinackie na Beit Midrash Hasphardi. Ordynację rabinacką otrzymał w Shehebar Sephardic Center.
Posługuje się językami angielskim, hebrajskim i polskim.
Jest żonaty, ma syna Daniela Jakowa i córkę Hanę.